# Supernatural (sezonul 5)
Sezonul cinci Supernatural, un serial de televiziune  american  creat de Eric Kripke, a avut premiera pe The CW la 10 septembrie 2009 și s-a terminat la 13 mai 2010. Rolurile principale ale sezonului sunt jucate de Jared Padalecki, Jensen Ackles și Misha Collins. După acest sezon,  creatorul seriei Eric Kripke a renunțat la a mai fi showrunner.
Mark Pellegrino joacă rolul lui  Lucifer, cel care a scăpat din Iad la sfârșitul sezonului 4. Paris Hilton apare în episodul "Fallen Idols", în care interpretează rolul zeiței păgâne Leshii, zeiță care ia diferite forme, inclusiv pe cea a lui  Hilton. În acest sezon reapar  Jo și mama ei Ellen Harvelle, de asemenea vânătorul Rufus, Trickster și profetul Chuck.

## Prezentare
Al cincilea sezon prezintă încercările de a-l opri pe Lucifer și de a salva lumea de la Apocalipsă, fiind inspirat de evenimentele descrise în cartea Apocalipsei. Pe parcursul sezonului, în timp ce Castiel îl caută pe Dumnezeu, Sam și Dean se luptă atât cu îngeri cât și cu demoni, deoarece se luptă cu destinul lor de a deveni recipientele lui Lucifer și respectiv Mihail. O modalitate prin care încercă să-l oprească pe Lucifer este de a lua Coltul de la demonul Crowley pentru a-l ucide pe Lucifer cu ea, dar planul se prăbușește atunci când află că Lucifer nu poate fi ucis de Colt și în această încercare îi pierd pe colegii lor de vânătoare și prieteni, Jo și Ellen. Pierderea acestora și revelația conform căreia Dumnezeu nu-i va ajuta să oprească Apocalipsa, îl face pe Dean să fie de acord de a fi recipientul lui Mihail, dar, în cele din urmă, nu-i iese cum a plănuit. În schimb, Dean îl ucide pe îngerul Zaharia, care i-a chinuit pe frați tot sezonul. Mihail, în schimb, ia corpul lui Adam Milligan, fratele vitreg nou înviat al lui Sam și Dean. Fiindu-le imposibil să-l învingă pe Lucifer, Sam și Dean, cu informații primite de la Păcălitor, care se dovedește a fi Arhanghelul Gabriel, și cu ajutor de la demonul Crowley, se hotărăsc să adune inelele celor patru călăreți ai Apocalipsei, inclusiv Moartea, pentru a forma o cheie care să deschidă cușca lui Lucifer. Conceptul de destin versus libertate, alegere și voință liberă joacă un rol mare. Pe parcursul sezonului, Dean, Sam, Castiel și Bobby au fiecare o criză, fiecare fiind pe punctul de a renunța. Cu toate acestea, sprijinindu-se reciproc, ei continuă să lupte. În cele din urmă, Sam îi permite lui Lucifer să intre în corpul său și îi ucide pe Bobby și Castiel, ultimul devenit om. Sam reușește apoi să recapete controlul corpului său, datorită legăturii sale cu Dean, și se aruncă (în timp ce este posedat de Lucifer) împreună cu Adam (posedat de Mihail) în cușca lui Lucifer, astfel încât Lucifer ajunge să fie iar închis. Castiel este înviat de Dumnezeu și, mai puternic ca niciodată, îl învie pe Bobby și apoi se întoarce în Cer pentru a restabili ordinea. Dean se reîntoarce la vechea sa iubită Lisa pentru a trăi o viață normală. Sam este prezentat apoi ca fiind eliberat în mod misterios din cușca lui Lucifer, în timp ce se uită de departe la fratele său care ia cina cu Lisa și fiul ei Ben în casa acesteia.

## Distribuție

### Roluri principale
- Jared Padalecki ca Sam Winchester (22 episoade)
- Jensen Ackles caDean Winchester (22 episoade)
- Misha Collins ca Castiel (14 episoade)

### Roluri secundare
- Jim Beaver ca Bobby Singer (10 episoade)
- Bellamy Young (1 episod), Adrianne Palicki (1 episod), Mark Pellegrino (5 episoade) și Jared Padalecki (2 episoade) ca  Lucifer
- Rob Benedict ca Chuck Shurley (4 episoade)
- Kurt Fuller ca Zachariah (4 episoade)
- Mark A. Sheppard ca Crowley (3 episoade)
- Jake Abel ca Adam Milligan]] și Michael (2 episoade)
- Samantha Ferris ca Ellen Harvelle (2 episoade)
- Matt Frewer ca Ciuma (unul din cei 4 Călăreți ai Apocalipsei) (2 episoade)
- Rachel Miner ca Meg Masters (2 episoade)
- Emily Perkins ca Becky Rosen (2 episoade)
- Cindy Sampson ca Lisa Braeden  (2 episoade)
- Richard Speight, Jr. ca Gabriel  (2 episoade)
- Alona Tal ca Jo Harvelle (2 episoade)
- Traci Dinwiddie ca Pamela Barnes  (1 episod)
- Jon Gries ca Martin Creaser (1 episod)
- Paris Hilton ca Leshii (1 episod)
- Chad Lindberg ca Ash  (1 episod)
- James Otis ca Foametea (unul din cei 4 Călăreți ai Apocalipsei) (1 episod)
- Julian Richings ca Moartea (unul din cei 4 Călăreți ai Apocalipsei) (1 episod)
- Titus Welliver ca Războiul (unul din cei 4 Călăreți ai Apocalipsei) (1 episod)

## Episoade
În tabelul următor, numărul din prima coloană se referă la numărul episodului în cadrul întregii serii, în timp ce numărul din a doua coloană se referă la numărul episodului în cadrul primului sezon "Audiență SUA (milioane)" se referă la cât de mulți americani au vizionat episodul în ziua difuzării sale.
| Nr. în serial | Nr. în sezon | Titlu                                   | Regia           | Scenariu                                                                           | Premiera TV        | Cod producție | Audiență SUA (milioane) |
| ------------- | ------------ | --------------------------------------- | --------------- | ---------------------------------------------------------------------------------- | ------------------ | ------------- | ----------------------- |
| 83            | 1            | „Sympathy for the Devil”                | Robert Singer   | Eric Kripke                                                                        | 10 septembrie 2009 | 3X5201        | 3.40                    |
| 84            | 2            | „Good God, Y'All!”                      | Phil Sgriccia   | Sera Gamble                                                                        | 17 septembrie 2009 | 3X5202        | 2.80                    |
| 85            | 3            | „Free to Be You and Me”                 | J. Miller Tobin | Jeremy Carver                                                                      | 24 septembrie 2009 | 3X5203        | 2.66                    |
| 86            | 4            | „The End”                               | Steve Boyum     | Ben Edlund                                                                         | 1 octombrie 2009   | 3X5204        | 2.62                    |
| 87            | 5            | „Fallen Idols”                          | James L. Conway | Julie Siege                                                                        | 8 octombrie 2009   | 3X5205        | 2.47                    |
| 88            | 6            | „I Believe the Children Are Our Future” | Charles Beeson  | Andrew Dabb & Daniel Loflin                                                        | 15 octombrie 2009  | 3X5206        | 2.59                    |
| 89            | 7            | „The Curious Case of Dean Winchester”   | Robert Singer   | Story by: Sera Gamble & Jenny Klein Teleplay by: Sera Gamble                       | 29 octombrie 2009  | 3X5207        | 2.90                    |
| 90            | 8            | „Changing Channels”                     | Charles Beeson  | Jeremy Carver                                                                      | 5 noiembrie 2009   | 3X5208        | 2.65                    |
| 91            | 9            | „The Real Ghostbusters”                 | James L. Conway | Story by: Nancy Weiner Teleplay by: Eric Kripke                                    | 12 noiembrie 2009  | 3X5209        | 2.69                    |
| 92            | 10           | „Abandon All Hope...”                   | Phil Sgriccia   | Ben Edlund                                                                         | 19 noiembrie 2009  | 3X5210        | 2.51                    |
| 93            | 11           | „Sam, Interrupted”                      | James L. Conway | Andrew Dabb & Daniel Loflin                                                        | 21 ianuarie 2010   | 3X5211        | 2.79                    |
| 94            | 12           | „Swap Meat”                             | Robert Singer   | Story by: Julie Siege & Rebecca Dessertine & Harvey Fedor Teleplay by: Julie Siege | 28 ianuarie 2010   | 3X5212        | 2.65                    |
| 95            | 13           | „The Song Remains the Same”             | Steve Boyum     | Sera Gamble & Nancy Weiner                                                         | 4 februarie 2010   | 3X5213        | 2.28                    |
| 96            | 14           | „My Bloody Valentine”                   | Mike Rohl       | Ben Edlund                                                                         | 11 februarie 2010  | 3X5215        | 2.51                    |
| 97            | 15           | „Dead Men Don't Wear Plaid”             | John Showalter  | Jeremy Carver                                                                      | 25 martie 2010     | 3X5214        | 2.95                    |
| 98            | 16           | „Dark Side of the Moon”                 | Jeff Woolnough  | Andrew Dabb & Daniel Loflin                                                        | 1 aprilie 2010     | 3X5216        | 2.40                    |
| 99            | 17           | „99 Problems”                           | Charles Beeson  | Julie Siege                                                                        | 8 aprilie 2010     | 3X5217        | 2.78                    |
| 100           | 18           | „Point of No Return”                    | Phil Sgriccia   | Jeremy Carver                                                                      | 15 aprilie 2010    | 3X5218        | 2.45                    |
| 101           | 19           | „Hammer of the Gods”                    | Rick Bota       | Story by: David Reed Teleplay by: Andrew Dabb & Daniel Loflin                      | 22 aprilie 2010    | 3X5219        | 2.82                    |
| 102           | 20           | „The Devil You Know”                    | Robert Singer   | Ben Edlund                                                                         | 29 aprilie 2010    | 3X5220        | 2.38                    |
| 103           | 21           | „Two Minutes to Midnight”               | Phil Sgriccia   | Sera Gamble                                                                        | 6 mai 2010         | 3X5221        | 2.53                    |
| 104           | 22           | „Swan Song”                             | Steve Boyum     | Story by: Eric Gewitz Teleplay by: Eric Kripke                                     | 13 mai 2010        | 3X5222        | 2.84                    |

## Legături externe
- Site web oficial
- „Supernatural” la Internet Movie Database
- Lista episoadelor din Supernatural  season 5 la TV.com

- Supernatural la epguides.com